# Seznam dirkačev v motociklizmu (E)
- Colin Edwards
- Jon Ekerold
- Toni Elias
- James Ellison
- Aleix Espargaró
- Pol Espargaró